# Quantum of Solace (película)
Quantum of Solace (titulada 007: Quantum en México, título original en España) es la vigesimosegunda película de James Bond producida por Eon Productions y es la secuela directa de la película de 2006 Casino Royale. Dirigida por Marc Foster, cuenta con la segunda actuación de Daniel Craig como James Bond. En la película, Bond busca venganza por la muerte de su amante, Vesper Lynd y es asistido por Camille Montes (Olga Kurylenko), quien está tramando venganza por el asesinato de su familia. El sendero finalmente les lleva al rico empresario Dominic Greene (Mathieu Amalric), un miembro de la organización Quantum, quien tiene la intención de organizar un golpe de Estado en Bolivia para hacerse con el control del suministro de agua de ese país.
El productor Michael G. Wilson desarrolló el argumento de la película mientras se filmaba Casino Royale. Neal Purvis, Robert Wade y Paul Haggis contribuyeron al guion. Daniel Craig y Marc Forster debieron escribir algunas secciones ellos mismos debido a la huelga de guionistas, aunque no les dieron crédito como guionistas en el corte final. El título fue escogido de una historia corta de 1959 en Sólo para tus ojos de Ian Fleming, aunque la película no contiene ningún elemento de la historia original. El rodaje tuvo lugar en México, Panamá, Chile, Italia, Austria y Gales mientras diseños interiores fueron construidos y filmados en Pinewood Studios. Forster pretendía hacer una película moderna que contara también con motivos de cine clásico: un Douglas DC-3 antiguo fue utilizado para una secuencia de vuelo, y los diseños de Dennis Gassner son reminiscentes de la obra de Ken Adam en varias de las primeras películas Bond. Tomando un curso alejado de los habituales villanos Bond, Forster rechazó cualquier aspecto grotesco para el personaje de Dominic Greene para enfatizar la naturaleza oculta y secreta de los villanos contemporáneos de la película.
La película también estuvo marcada por sus frecuentes representaciones de violencia, con un estudio de 2012 de la Universidad de Otago en Nueva Zelanda que la hallaba la película más violenta en la franquicia. Considerando que Dr. No presentaba 109 actos «triviales o severamente violentos», Quantum of Solace tenía una cuenta de 250, la mayor cantidad de representaciones de violencia en cualquier película Bond.
Quantum of Solace se estrenó en el Odeon Leicester Square el 29 de octubre de 2008, reuniendo opiniones encontradas, que principalmente elogiaron el desempeño duro de Craig y las secuencias de acción de la película, pero sintiendo que la película no era tan impresionante como su predecesora Casino Royale. Desde noviembre de 2012, es la tercera película de James Bond más taquillera, sin ajuste por inflación, ganando $586 millones en todo el mundo.

## Argumento
James Bond (Daniel Craig) pone en el maletero de su  DBS al Sr. White (Jesper Christensen) pero es demandado por los hombres de este último a orillas del lago de Garda. Aún se las arregla para eliminarlos a todos después de una persecución peligrosa, que dañó gravemente su coche, y para unirse a una rama secreta del MI6 en el centro antiguo de Siena, Italia.
Después de eludir a los perseguidores armados, Bond y M (Judi Dench) interrogan a White con respecto a su organización, Quantum. En este momento, M no confía del todo en Bond, y lo acusa de matar a Le Chiffre (Mads Mikkelsen). Además, le cuenta que el novio de Vesper estaba presuntamente vivo luego de investigar su supuesta muerte en su casa de Ibiza, y Bond afirma no perseguirlo, considerándole irrelevante. Durante el interrogatorio, White acaba confesando, delante de ambos, que pertenece a la organización llamada Quantum, que tiene agentes infiltrados tanto en el Gobierno británico como en la CIA y que traicionó a Vesper (Eva Green). El guardaespaldas de M, Craig Mitchell (Glenn Foster), resulta ser un agente doble, ataca a M y permite que White escape. Bond persigue a Mitchell a través de los techos de Siena, y finalmente, se enfrentan en una lucha de altura colgando de cuerdas en una construcción. De pronto la cuerda de Bond se desata en parte, dejándolo de cabeza a centímetros del suelo. En eso Mitchell sube a través de las construcciones de madera para alcanzar su arma, Bond intenta lo mismo con la suya, que está a unos cuantos metros de él. Cada uno logra agarrar su arma, los dos se apuntan con ellas, y finalmente Bond dispara, matando a Mitchell. De regreso en el cuartel en Siena, Bond se da cuenta de que White ha escapado sin rastro alguno, más que la sangre que dejó por la herida de bala.
En el apartamento de Mitchell, M regaña a Bond por haberlo matado sin haber obtenido información, y posteriormente, en el cuartel de MI6, la inteligencia forense relaciona a Mitchell con una cuenta bancaria que casualmente tenía con Le Chiffre en Puerto Príncipe (Haití) vinculado a un geólogo llamado Edmund Slate, todo a través de cuentas marcadas. Bond rastrea al contacto, Edmund Slate (Neil Jackson), y tras una pelea con Slate, en la que cae muerto, suplanta la identidad del geólogo vinculado al caso y conoce a la luchadora Camille Montes (Olga Kurylenko), una mujer que quería cerrar un trato con el geólogo, pero que realmente busca su propia venganza y confundiendo a Bond con Slate, quien es además es un asesino a sueldo enviado para matar a Camille Montes a instancias de su amante, el ecologista Dominic Greene (Mathieu Amalric), asociado con la organización Quantum. Un motociclista vigilaba a la pareja, creyendo que Bond era Slate y esperando que este la matase, pero Bond noquea al sicario y con su moto sigue a la chica. Mientras observa su encuentro posterior con Greene, Bond descubre que Greene está ayudando a un general boliviano exiliado, Medrano (Joaquín Cosío) — quién años atrás asesinó a la familia de Camille —, para derrocar a su gobierno a cambio de una pieza aparentemente árida de desierto. Bond trata de conseguir información del hombre mientras que Camille le recrimina sus acciones a Greene, sabiendo que él había ordenado su muerte. Greene sabe que Camille lo quería solo para acercarse a Medrano, quien secuestra a Camille luego de subestimar las intenciones de Greene de apropiarse de la región desértica aparentemente estéril. Bond salva a Camille cuando, aprovechando la situación, trataba de asesinar a Medrano y Bond rápidamente elude y ataca a los botes, donde secuaces de Medrano tratan de matarlo. Bond sigue luego a Greene hasta su chárter en un pequeño aeropuerto a la vez que le pide a M y a Bill Tanner (Rory Kinnear) información sobre Greene; filántropo dueño de una organización ecologista llamada Greene Planet.
Tras rescatar a Camille de Medrano, Bond sigue a Greene a una representación de Tosca en Bregenz, Austria. Mientras Bond se dirige allí, el jefe de la CIA de la sección América del Sur, Gregg Beam (David Harbour), realiza un acuerdo de no interferencia con Greene para mantener acceso al petróleo boliviano, estando en el chárter de Greene, Beam reconoce a Bond tras observar una foto que su primo y mano derecha Elvis (Anatole Taubman) le había tomado a Bond y, junto con Greene, le ordenan a Felix Leiter (Jeffrey Wright), matarlo. Bond se infiltra en la reunión de Quantum en la ópera, detrás del escenario del mismo luego de golpear y robarle a otro socio de Quantum un auricular para comunicarse entre él, Greene y varios asistentes a la opera; logrando escuchar como Greene planeaba llevar a Bolivia varios tubos y, planeando engañar a los americanos, haciéndoles creer que había petróleo en la región desértica de Bolivia, Bond interrumpe la conversación, poniéndolos al descubierto y logra tomarles varias fotos, las cuales envía al MI6, por lo que sobreviene un tiroteo. El único en evitar ser descubierto fue White. Greene mata a un guardaespaldas que trabaja para el miembro de Quantum, Guy Haines (Paul Ritter), un asesor del primer ministro británico luego de que Bond lo hubiese arrojado del techo después de que pelease con Bond. M asume que Bond lo mató, y hace revocar sus pasaportes y tarjetas de crédito cuando se niega a regresar a casa y reportarse.
Al darse cuenta de la maniobra de M, Bond convence a su viejo aliado René Mathis (Giancarlo Giannini) para acompañarlo a Bolivia aprovechando Mathis con varios aliados en Sudamérica. Mathis reconoce a varios hombres de Quantum a través de las fotos tomadas por Bond, entre ellos a Haines. El MI6 en disculpa por las torturas proferidas a Mathis le habían concedido su pequeña villa en Talamone, Italia junto con Gemma (Lucrezia Lante Della Rovere), su amante. En el aeropuerto de La Paz, son recibidos por Strawberry Fields (Gemma Arterton), una oficial del MI6, que exige el retorno al Reino Unido de Bond inmediatamente. Bond la seduce antes de que asistan a una fiesta que Greene sostiene esa noche, dicha fiesta de caridad de Greene Planet proclamando un proyecto ecológico llamado Tierra, con el que presuntamente pretendía crear ecoparques en Bolivia. Mathis presenta a Fields y a Bond a Carlos (Fernando Guillén Cuervo), coronel de la policía boliviana quien afirma ofrecerle sus servicios. En la fiesta, Bond rescata nuevamente a Camille de Greene. Camille descubre que Bond es agente británico y ella exagente boliviana que buscaba su propia venganza. Bond la convence de mostrarle el llamado Proyecto Tierra y cuando Greene ordena a Elvis matar a Bond, Fields lo hace caer de las escaleras fingiendo un accidente salvando así al agente. Dejando la fiesta, Camille y Bond son detenidos por la policía boliviana que trabaja para Medrano, ellos antes habían atacado a Mathis y lo pusieron en el maletero del coche de Bond para incriminarlo; y, en la lucha subsiguiente, Mathis es asesinado, durante su agonía Mathis decide morir aunque pidiéndole a Bond como última voluntad perdonar a Vesper ya que ella siempre lo amó y había dado la vida por él y también perdonarse a sí mismo. Bond arroja el cadáver de Mathis en un bote de basura y con Camille sigue su camino a un pequeño aeropuerto en medio del desierto boliviano. Al día siguiente, Bond y Camille examinan las tierras previstas a ser adquiridas por Quantum por aire; su avión (alquilado y siendo ellos delatados) es derribado tras una breve batalla aérea y ellos escapan del avión en llamas con paracaídas cayendo ambos en una dolina. En la cueva, Camille y Bond descubren que Quantum está represando el suministro de agua fresca de Bolivia para crear un monopolio siendo el factor que Medrano ignora de su sociedad con Greene. M luego acude a una cita del secretario de Exteriores (Tim Pigott-Smith) quien le comunica a M las acciones de Bond, las preocupaciones del primer ministro y la existencia de Quantum y la ayuda que ellos representarían por la falta de petróleo en el mundo. A la vez el Secretario advierte a M detener a Bond o los americanos tomarían acciones contra él. Bond y Camille confiesan porqué perseguían a Greene; Greene por ser de Quantum, responsables de atentar contra él y llevar a Vesper a la muerte. Camille confiesa ir tras Medrano, responsable de la muerte de su familia y por ello Bond se disculpa con Camille por lo sucedido en Haití.
En La Paz, Bond vuelve a su hotel con un mensaje de Fields pidiéndole que huya. Camille decide esperar mientras que Bond se reúne con M buscando detener a Bond y ordena a Tanner dejar en libertad a Camille, ajena a los asuntos de los británicos. Bond reporta su descubrimiento confirmando que no había petróleo como lo creían los americanos. M le recrimina sus acciones creyendo que él había matado a Mathis y posteriormente descubre que Quantum había asesinado a Fields ahogándola en petróleo crudo. M decide relevarlo de sus funciones al ver que Bond con su sed de venganza estaba cobrando víctimas inocentes, entre ellas Fields (en palabras de M una oficinista que organizaba reportes) ordenando a otros agentes británicos llevar a Bond detenido por desobedecer órdenes, pero se escapa. Bond corre el riesgo de captura al regresar para decir a M que Fields demostró valentía en el campo, lo cual es suficiente para convencer a M que puede confiar en Bond y Tanner acepta tal decisión aun sabiendo que Bond estaba siendo buscado por la muerte de Mathis.
Bond sale del hotel, encontrándose con Camille a bordo de un Volkswagen Escarabajo, quien le pide que entre. Se reúnen con el agente de la CIA Leiter, quien revela que Greene y Medrano se reunirán en el Eco-Hotel Perla de las Dunas, en el desierto de Atacama, para finalizar el golpe de Estado y advertido también por Leiter, evade la División de Actividades Especiales de la CIA cuando intentan matarlo. En el eco-hotel en el desierto, Greene revela sus verdaderos planes para Medrano: ahora que controla la mayoría del suministro de agua de Bolivia, Greene fuerza a Medrano a aceptar un nuevo contrato que hace a la empresa de servicios públicos de agua exclusiva de Green Planet a tasas significativamente más altas. Bond junto con Camille se infiltran en el hotel y éste la inspira a la venganza pidiéndole que use bien su tiro de gracia. Bond ataca matando al jefe de policía por traicionar a Mathis pero hace que el Jeep se estrelle contra una de las paredes del garaje del Hotel, las cuales contenían combustible que daban energía al hotel provocando así una cadena de incendios en la que muere Elvis y se enfrenta a Greene. Mientras tanto, Camille logra entrar a la habitación de Medrano donde también salva de la violación a una empleada del hotel (Oona Chaplin) de las manos del general y mata a Medrano, vengando el asesinato de sus padres y su hermana. La lucha deja el hotel en gran parte destruido por un incendio, Bond después de asesinar a los escoltas de Greene trata de asesinar al mismo y Greene trata de matar a Bond con un hacha de emergencias pero Bond logra neutralizar a su atacante hiriéndole en un pie con la misma hacha. Bond luego captura a Greene y lo interroga acerca de Quantum, antes de dejarlo abandonado en el desierto con sólo una lata de aceite de motor en claro desquite por la muerte de Fields. Bond y Camille se besan antes de separarse ya que Camille iría con las autoridades para desmantelar las represas de Greene.
Bond viaja a Kazán, Rusia, donde encuentra al antiguo amante de Vesper, Yusef Kabira (Simon Kassianides), un miembro de Quantum que seduce a mujeres con conexiones valiosas. Bond le dice al último blanco de Kabira, una agente de inteligencia canadiense, Corinne Veneau      (Stana Katic) de sus verdaderas intenciones, ahorrándole así el destino de Vesper. Bond perdona la vida de Kabira y permite al MI6 arrestarlo luego de que Bond personalmente lo interrogase. Al salir, M (sorprendida de que no hubiera matado a Yusef) le dice a Bond que Greene fue hallado muerto en medio del desierto, con dos balas en el cráneo y con aceite de motor en su estómago; Bond niega saber nada. M también revela que Leiter ha sido promovido y ha tomado el lugar de Beam. Ella reincorpora a Bond como agente y le pide que vuelva; a lo que él responde que nunca se fue. Mientras se va, él deja caer el collar de Vesper en la nieve con lo que se cierra la deuda.

## Reparto
- Daniel Craig como James Bond.
- Olga Kurylenko como Camille Montes, una mujer boliviana con su propia venganza respecto a Greene y Medrano.
- Mathieu Amalric como Dominic Greene, el villano principal. Es un miembro destacado de Quantum que se hace pasar por un empresario que trabaja en la reforestación y fondos de caridad para ciencias ambientales. Bruno Ganz también fue considerado para el papel,[5] pero Forster decidió que Amalric dio al personaje una cualidad «lastimosa».[6]
- Gemma Arterton como Strawberry Fields, una agente del MI6 que trabaja en el consulado británico en Bolivia. Su nombre es un guiño a la canción Strawberry Fields Forever de The Beatles.
- Giancarlo Giannini como René Mathis, aliado de Bond que erróneamente se creía que había sido un traidor en Casino Royale. Habiendo sido absuelto, él opta por ayudar a Bond otra vez en su búsqueda para descubrir quién lo traicionó.
- Jeffrey Wright como Felix Leiter, aliado de Bond en la CIA. Esta marcó la primera vez que el mismo actor interpretó a Leiter dos veces seguidas. Sólo David Hedison había interpretado al personaje dos veces anteriormente, en Vive y deja morir (1973) y Licencia para matar (1989), pero estas actuaciones no fueron consecutivas.[7] Los primeros borradores del guion dieron a Leiter un papel más grande, pero su tiempo en pantalla fue restringido por correcciones en el set.[8]
- Judi Dench como M. Forster sintió que Dench fue infrautilizada en las películas anteriores y quería hacer su parte más grande, haciéndola interactuar más con Bond porque es «la única mujer que Bond no ve en un contexto sexual», lo que Forster encontró interesante.[9]
- Anatole Taubman como Elvis, el segundo al mando de Greene además de ser su primo.
- David Harbour como Gregg Beam, el jefe de sección de la CIA en América del Sur y un contacto de Felix Leiter.
- Joaquín Cosío como el general Medrano, el general exiliado a quien Greene está ayudando a volver al poder, a cambio de apoyo de su organización. Asesinó a toda la familia de Camille cuando era una niña.
- Fernando Guillén Cuervo como Carlos, el coronel de la policía boliviana, el jefe de todas las fuerzas de policía y el contacto del René Mathis en Bolivia.
- Jesper Christensen como el Sr. White, a quien Bond había capturado después de que él robó el dinero que ganó en el Casino Royale en Montenegro.
- Rory Kinnear como Bill Tanner, ayudante de M.
- Paul Ritter como Guy Haines.
- Tim Pigott-Smith como el Secretario de Estado para Relaciones Exteriores y Asuntos de la Mancomunidad.
- Neil Jackson como Edmund Slate, un esbirro que lucha contra Bond en Haití.
- Simon Kassianides como Yusef Kabira, miembro de Quantum que seduce a agentes femeninas y las manipula para dar información clasificada. Es indirectamente responsable de la muerte de Vesper Lynd.
- Stana Katic como Corrine Veneau, una agente canadiense y el último blanco de Yusef.
- Oona Chaplin como la recepcionista del eco-hotel Perla de las Dunas, una mujer salvada por Camille Montes en una de las últimas secuencias.
- Lucrezia Lante della Rovere como Gemma, la novia de Mathis.
- Elizabeth Arciniega como la novia del Sr. White.

Marc Forster pidió a sus amigos y compañeros directores Guillermo del Toro y Alfonso Cuarón que aparecieran en cameos. Cuarón aparece como un piloto de helicóptero boliviano, mientras que del Toro proporciona varias otras voces.

### Doblaje
| Personaje       | Actor de voz (Hispanoamérica) | Actor de voz (España) |
| --------------- | ----------------------------- | --------------------- |
| James Bond      | Carlos Segundo Bravo          | Jordi Boixaderas      |
| Camille Montes  | Erica Edwards                 |                       |
| Dominic Greene  | Ricardo Tejedo                | Luis Posada           |
| M               | Magda Giner                   | María Luisa Sola      |
| General Medrano | Joaquín Cosío                 | Jordi Royo            |
| Sr. White       | Jesse Conde                   |                       |
| Agente Fields   | Xóchitl Ugarte                |                       |
| Yusef Kabira    | Óscar Flores                  |                       |

## Producción

### Desarrollo
«Si recuerdas Chinatown, recordarás que si controlas el agua controlas todo el desarrollo del país. Creo que es cierto. Ahora parece ser el petróleo, pero hay un montón de otros recursos de los que nosotros no pensamos demasiado, pero son esenciales y son muy limitados y cada país lo necesita. Porque cada país sabe elevar el nivel de vida (y las poblaciones están creciendo) es la manera en que todos vamos».
Michael G. Wilson en el argumento.

En julio de 2006, mientras Casino Royale entró en posproducción, Eon Productions anunció que la próxima película se basaría en una idea original por el productor Michael G. Wilson. Se decidió previamente que la película sería una secuela directa, para explorar las emociones de Bond tras la muerte de Vesper en la película anterior. Así como el tema de Casino Royale fue el terrorismo, la secuela se centra en el ambientalismo. La película fue confirmada para una fecha de estreno del 2 de mayo de 2008, con Craig retomando el papel principal. Roger Michell, quien dirigió a Craig en Enduring Love y The Mother, estaba en negociaciones para dirigir, pero decidió no hacerlo porque no había ningún guion. El vicepresidente de Sony Entertainment Jeff Blake admitió que un programa de producción de 18 meses era una ventana muy corta, y la fecha de lanzamiento fue atrasada hasta finales de 2008. Neal Purvis y Robert Wade terminaron su borrador del guion en abril de 2007, y Paul Haggis, quien pulió el guion de Casino Royale, comenzó su nueva versión el próximo mes.
En junio de 2007, Marc Forster fue confirmado como director. Forster se sorprendió de que se hayan acercado a él para el trabajo, afirmando que no era un gran fan de las películas Bond a través de los años, y que no habría aceptado el proyecto si él no hubiera visto Casino Royale antes de tomar su decisión: él sentía que Bond había sido humanizado en esa película, argumentando que ya que el viajar por el mundo se había vuelto menos exótico desde el advenimiento de la serie, tiene sentido concentrarse más en Bond como un personaje. Nacido en Alemania y criado en Suiza, Forster fue el primer director de una película Bond que no proviene de la Mancomunidad de Naciones, aunque señaló que la madre de Bond es suiza, haciéndole un tanto apropiado para manejar al icono británico. El director colaboró fuertemente con Barbara Broccoli y Michael G. Wilson, señalando que sólo bloquearon dos ideas muy caras que tenía. El director encontró la duración de 144 minutos de Casino Royale demasiado larga y quería que su secuela sea «fuerte y rápida como una bala».

«Porque Bond juega en serio, creo que las circunstancias políticas deberían también, aunque Bond no debería ser una película política. Creo que cuanto más político lo hago, más real se siente, no sólo con Bolivia y lo que está sucediendo en Haití, pero con todas estas empresas como Shell y Chevron diciendo que son verdes porque está tan de moda ser verde. Durante la Guerra Fría, todo era muy claro, los buenos y los malos. Hoy en día hay mucha acumulación de buenos y malos. No es tan moralmente distinto, porque todos tenemos ambos elementos en nosotros».
Marc Forster en el panorama político de la película.

Haggis, Forster y Wilson reescribieron la historia desde el principio. Haggis dijo que completó su guion dos horas antes de que la huelga de guionistas en Hollywood de 2007-2008 comenzara oficialmente. Forster señaló que un tema en sus películas fueron protagonistas emocionalmente reprimidos y el tema de la película sería Bond aprendiendo a confiar después de sentirse traicionado por Vesper. Forster dijo que creó el personaje de Camille como una contraparte femenina fuerte a Bond en lugar de un interés amoroso casual: ella abiertamente muestra emociones similares a las que Bond experimenta pero es incapaz de expresar. Haggis ubicó el clímax de su versión en los alpes suizos, pero Forster quería que las secuencias de acción estuvieran basadas alrededor de los cuatro elementos de la antigüedad de tierra, agua, aire y fuego. La decisión de homenajear a Goldfinger en la escena de la muerte de Fields surgió cuando Forster quería demostrar que el petróleo había sustituido al oro como el material más precioso. Los productores rechazaron la idea de Haggis de que Vesper Lynd tuviera un hijo, porque «Bond era un huérfano... Una vez que encuentra al niño, Bond no puede dejar al niño». El problema de abastecimiento de agua en Bolivia fue el tema principal de la película, con una historia basada en la revuelta del agua de Cochabamba.
Michael G. Wilson decidió el título de la película Quantum of Solace «pocos días» antes de su anuncio el 24 de enero de 2008. Fue el nombre de un cuento corto en la antología de Ian Fleming Sólo para tus ojos (1960). La película está relacionada con el título en uno de sus elementos temáticos: «when the 'Quantum of Solace' drops to zero, humanity and consideration of one human for another is gone» («cuando la cantidad de consuelo cae a cero, la humanidad y la consideración de un ser humano por otro se ha ido»). Daniel Craig admitió: «Yo estaba inseguro al principio. Bond está buscando su cantidad de consuelo y eso es lo que quiere, quiere su cierre. Ian Fleming dice que si no tienes una cantidad de consuelo en tu relación entonces la relación se acabó. Es la chispa de simpatía en una relación que si no la tienes, deberías darte por vencido». Dijo que «Bond no tiene eso porque su novia [Vesper Lynd] ha sido asesinada», y por lo tanto, «[Bond está] buscando venganza... para hacerse feliz con el mundo otra vez». Después, Quantum fue hecho el nombre de la organización introducida en Casino Royale. Cerca del final de la película, el personaje de Camille Montes y Bond tienen una discusión sobre sus misiones individuales para vengar las muertes de sus seres queridos. Montes le pide a Bond «déjame saber lo que se siente» cuando tiene éxito, la implicación del título que va a ser una pequeña cantidad de consuelo comparado con su desesperación. La falta de emoción de Bond cuando él se venga demuestra ser el caso.
Según una entrevista de diciembre de 2011 con Craig, «teníamos los huesos pelados de un guion y entonces hubo una huelga de guionistas y no había nada que hacer. No empleamos un escritor para terminarlo. Me dije 'Nunca más' pero ¿quién sabe? Yo estaba intentando reescribir escenas — y yo no soy un escritor». Dijo que él y Forster «fueron los únicos que lo hicieron. Las reglas eran que no puedes emplear a alguien como un escritor, pero el actor y director podrían trabajar en escenas juntos. Nosotros estábamos jodidos. Nos salimos con la nuestra, pero sólo por un poco. No estaba prevista que fuera una secuela tanto como lo fue, pero terminó siendo una secuela, empezando a partir de donde terminó la última».
Durante el rodaje, después de terminada la huelga, Forster leyó un guion especulativo de Joshua Zetumer, que le gustó y lo contrató para remodelar las escenas para las partes posteriores de la filmación, con las que el director estaba aún insatisfecho. Forster hizo a los actores ensayar sus escenas, ya que le gustaba filmar escenas continuamente. Zetumer reescribió el diálogo dependiendo de las ideas de los actores cada día.

### Rodaje
Quantum of Solace fue filmada en seis países. La segunda unidad de filmación comenzó en Italia en la carrera de caballos del Palio de Siena el 16 de agosto de 2007, aunque en ese momento Forster no estaba seguro de cómo encajaría en la película. Algunas escenas fueron filmadas también en Maratea y Craco, dos pequeñas localidades distintivas de Basilicata en el sur de Italia. Otros lugares utilizados para la filmación fueron Madrid en agosto de 2007; Baja California, México a principios de 2008, para los tiros de la batalla aérea; Malcesine, Limone sul Garda y Tremosine en Italia durante marzo, y en Talamone durante finales de abril. la unidad principal comenzó el 3 de enero de 2008 en Pinewood Studios.8 El 007 Stage fue utilizado para la lucha en la galería de arte, y un refugio de MI6 oculto dentro de cisternas de la ciudad, mientras que otros escenarios ubicaron la suite del hotel boliviano de Bond, y la sede del MI6. Las escenas interiores y exteriores en el aeropuerto fueron filmadas en el aeródromo de Farnborough, en Hampshire y las escenas nevadas del cierre fueron filmadas en el cuartel de Bruneval en Aldershot, también en Hampshire.
El rodaje en la ciudad de Panamá comenzó el 7 de febrero de 2008 en la base aérea Howard. El país hizo las veces de Haití y Bolivia, con el Instituto Nacional de Cultura de Panamá haciendo las veces de un hotel en este último país. Una secuencia que requería varios cientos de extras también fue filmada en la cercana Colón. El rodaje en Panamá también se llevó a cabo en Fort Sherman, una antigua base militar estadounidense en la costa de Colón. Forster estuvo decepcionado de que sólo podía filmar la persecución de barco en el puerto, ya que tenía una visión más espectacular de la escena. Los funcionarios en el país trabajaron con los lugareños para «minimizar las molestias» para el elenco y el equipo y esperaban a cambio que la exposición de la ciudad en la película aumentara el turismo. El equipo se iba a mudar a Cuzco, Perú durante diez días de filmación el 2 de marzo, pero el lugar fue cancelado por razones de presupuesto. Doce días de filmación en Chile comenzaron el 24 de marzo en Antofagasta. Hubo rodajes en Cobija, el Observatorio Paranal y otras localidades en el desierto de Atacama. Forster optó por el desierto y el ESO Hotel del Observatorio para representar las emociones rígidas de Bond al estar a punto de cometer un acto vengativo cuando se enfrenta a Greene en el clímax.

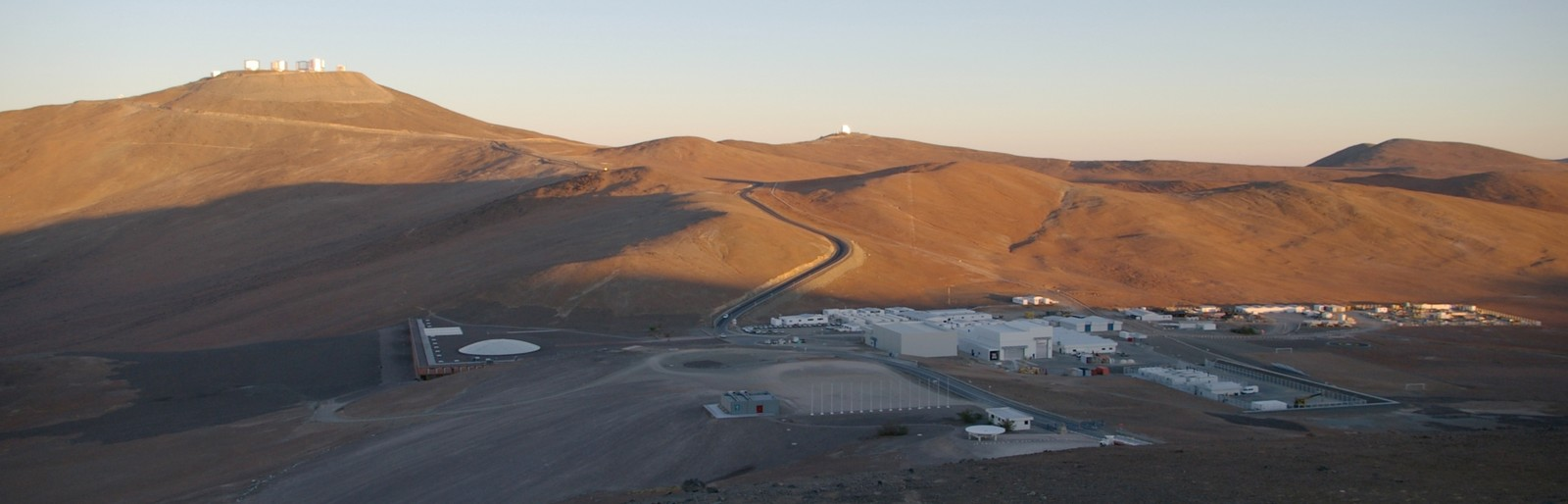
Marc Forster eligió el desierto de Atacama como localización de la venganza de Bond en el clímax

Durante el rodaje en Sierra Gorda (Chile), el alcalde local, Carlos López, realizó una protesta porque estaba enojado con la representación de los cineastas de la región de Antofagasta como parte de Bolivia. Fue arrestado, detenido brevemente y puesto en juicio dos días más tarde. Eon desestimó su afirmación de que era necesario su permiso para filmar en la zona. Michael G. Wilson explicó también que Bolivia era apropiado para el argumento, debido a la historia del país de problemas de agua, y se sorprendió de que los dos países estuvieran en desacuerdo mutuamente aún un siglo después de la Guerra del Pacífico. En una encuesta realizada por el diario chileno La Segunda, el 75% de sus lectores estuvo en desacuerdo con las acciones de López, debido a la imagen negativa que sentían se presentó de Chile y el potencial de la controversia de desanimar a producciones que buscaran filmar en el país en el futuro.
Entre el 4 y el 12 de abril la unidad principal filmó sobre los tejados de Siena. Rodar sobre los tejados reales resultó ser menos costoso que construirlos en Pinewood. Las siguientes cuatro semanas fueron programadas para filmar la persecución en el Lago de Garda y Carrara. El 19 de abril, un empleado de Aston Martin conduciendo un DBS al set se estrelló en el lago. Sobrevivió y fue multado con 400 libras por conducción imprudente. Otro accidente se produjo el 21 de abril, y dos días después, dos especialistas resultaron gravemente heridos, con uno, el especialista griego Aris Comninos, teniendo que ser puesto en una unidad de cuidados intensivos. El rodaje de las escenas se detuvo temporalmente para que la policía italiana pudiera investigar las causas de los accidentes. El coordinador de escenas de riesgo Gary Powell dijo que los accidentes eran un testamento del realismo de la acción. Rumores de una «maldición» se extendieron entre los medios de comunicación sensacionalistas, algo que ofendió profundamente a Craig, a quien no le gustó que compararan el accidente de Comninos con la lesión menor en un dedo que sufrió más tarde en el rodaje (también parte de la «maldición»). Comninos se recuperó de su lesión.
Rodaje tuvo lugar en un escenario de ópera flotante en Bregenz, Austria, del 28 de abril al 9 de mayo de 2008. La secuencia, donde Bond acecha a los villanos durante la representación de Tosca, necesitó 1500 extras. La producción utilizó un modelo grande de un ojo, que Forster sentía cabido en el estilo de Bond, y la ópera tiene paralelos a la película. Una secuencia corta de manejo fue filmada en la cercana Feldkirch, Vorarlberg. El equipo regresó a Italia del 13 al 17 de mayo para filmar un (planeado) accidente de coche en la cantera de mármol de Carrara, y una recreación del Palio de Siena en la Piazza del Campo en Siena. 1000 extras fueron contratados para una escena donde Bond emerge de la Fonte Gaia. Originalmente, él habría surgido de las cisternas de la ciudad en la Catedral de Siena, pero esto fue considerado una falta de respeto. En junio el equipo volvió a Pinewood durante cuatro semanas, donde se construyeron nuevos sets (incluyendo el interior del hotel en el clímax). El cierre del rodaje se celebró el 21 de junio.

### Diseño
El diseñador de producción Peter Lamont, un miembro del equipo de producción en dieciocho películas Bond anteriores, se retiró después de Casino Royale. Forster contrató a Dennis Gassner en su lugar, habiendo admirado su trabajo en The Truman Show y las películas de los hermanos Coen. Craig dijo que la película tendría «un toque de Ken Adam», mientras que Michael G. Wilson también llamó a los diseños de Gassner «una mirada postmoderna al modernismo». Forster dijo que sintió que los diseños de las primeras películas Bond «fueron adelantados a su tiempo», y disfrutó el choque de un estilo más viejo con el suyo porque creó un look único en sí mismo. Gassner quería que sus sets enfatizaran la «gran cara angular y ojos azules maravillosos» de Craig, y rediseñó totalmente la sede del MI6 porque sintió que Judi Dench «estaba un poco cansada en la película pasada, así que pensé en traerla a un nuevo mundo».
Louise Frogley había reemplazado a Lindy Hemming como diseñadora de vestuario, aunque Hemming permaneció como supervisora. Hemming contrató a Brioni para los trajes de Bond desde que su período en la serie comenzó con GoldenEye de 1995, pero Lindsay Pugh, otra supervisora, explicó que sus trajes eran «muy relajados». Tom Ford fue contratado para adaptar trajes «más afilados y agudos» para Craig. Pugh dijo que los trajes estaban encaminados hacia la sensación de la década de 1960, especialmente para Bond y Fields. Prada proporcionó los vestidos para las dos chicas Bond. Jasper Conran diseñó el bandeau color jengibre, la falda color bronce y el collar de pez dorado de Camille, mientras que Chrome Hearts diseñó joyería gótica para el personaje de Amalric, que al actor le gustó lo suficiente para conservar tras el rodaje. Sophie Harley, quien creó el nudo de amor argelino y aretes de Vesper Lynd en Casino Royale, fue convocada para crear otra versión del collar.
La película vuelve a la tradicional secuencia de gunbarrel, que se modificó para ser parte de la historia de Casino Royale, donde fue trasladada al principio de la secuencia de apertura. En esta película la secuencia de gunbarrel se trasladó hasta el final de la película, que Wilson explicó fue hecho por sorpresa, y significa la conclusión de la historia iniciada en la película anterior. La secuencia de créditos de apertura fue creada por MK12; habiendo trabajado en Más extraño que la ficción y Cometas en el cielo de Forster, MK12 comenzó a desarrollar la secuencia desde el principio de la producción y tuvo una buena idea de su aspecto, lo que significó que no tenía que ser rehecha cuando el cantante fue cambiado. MK12 seleccionó varios colores del crepúsculo para representar el estado de ánimo de Bond y se centró en un motivo de puntos basado en la secuencia de gunbarrel. MK12 trabajó también en escenas con interfaz gráfica de usuario, incluyendo la mesa electrónica usada por el MI6, y los subtítulos de Puerto Príncipe.

### Efectos

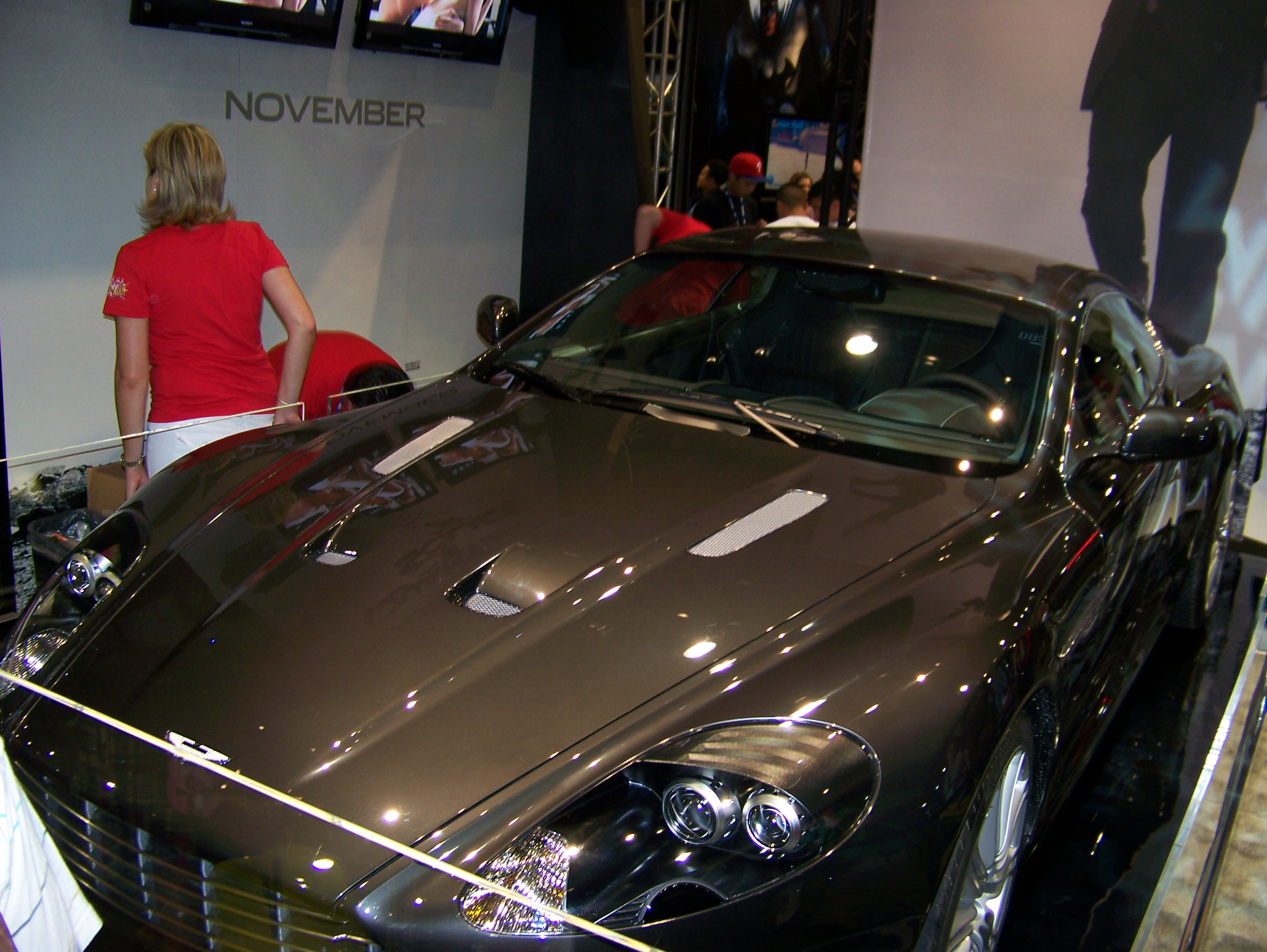
Aston Martin DBS V12 en exhibición en la San Diego Comic-Con International en 2008.

Quantum of Solace fue la última en el contrato de tres películas de Ford Motor Company que comenzó con Die Another Day en 2002. Aunque Ford vendió más del 90% de la compañía Aston Martin en 2007, el Aston Martin DBS V12 volvió para la persecución de la película alrededor del Lago de Garda; Dan Bradley fue contratado como director de segunda unidad debido a su trabajo en la segunda y la tercera de las películas Bourne, para que la película continuara el estilo de acción comenzado en Casino Royale. Se proponía utilizar Ford GTs para la persecución de apertura, pero fueron substituidos por el Alfa Romeo 159. Después del rodaje en Italia, más acercamientos de Craig, los coches y el camión se rodaron en Pinewood contra una pantalla azul. Originalmente tres Alfa Romeos estaban en la secuencia: pero Forster sintió que la escena era muy larga y reeditó la escena para que pareciera que tan sólo dos Romeos estaban persiguiendo a Bond. Seis Aston Martins fueron destruidos durante el rodaje, y uno de ellos fue adquirido por un fan.
Se utilizaron catorce cámaras para filmar el Palio de Siena, imágenes que luego fueron editadas en la secuencia principal. Tomas aéreas con helicópteros fueron prohibidas, y los miembros del equipo fueron prohibidos también de mostrar cualquier tipo de violencia «que involucrara personas o animales». Para filmar la persecución en Siena en abril de 2008 se construyeron cuatro grúas para las cámaras en la ciudad, y también se utilizó una cámara de cable. Framestore trabajó en la persecución de Siena, duplicando los 1000 extras durante la fotografía principal para compaginar las instantáneas de los 40.000 espectadores en el Palio real, remover los cables que sostenían a Craig y a los especialistas en el segmento en la azotea de la persecución, y expandir digitalmente el suelo y el tragaluz en la galería de arte en la que Bond y Mitchell caen. La lucha de la galería de arte fue pensada para ser simple, pero durante el rodaje el doble de Craig cayó accidentalmente desde los andamios de construcción. Forster prefirió la idea de Bond colgando de las cuerdas alcanzando su pistola para matar a Mitchell, en lugar de hacer a los dos hombres correr fuera del edificio para continuar su persecución como se especificaba en el guion, y aumentó el número de tomas de efectos.
Para el combate aéreo de la película, una cámara «Snakehead» fue construida y colocada en la nariz y la cola de un Piper PA-60 Aerostar 700. SolidWorks, que proporcionó el software utilizado para diseñar la cámara, afirmó que «los pilotos por primera vez pueden volar tan agresivamente como se atreven sin sacrificar el drama de la toma». La cámara puede girar 360 grados y tenía forma de periscopio. El equipo también había montado SpaceCams en helicópteros, y colocó cámaras con lentes de 1600 mm bajo tierra para cubrir la acción. Forster quería filmar la lucha del avión como un homenaje a North by Northwest de Alfred Hitchcock y eligió aviones como el Douglas DC-3 para ello.
La escena de caída libre involucró su propio conjunto de desafíos, a Craig no le gustaba la idea de «ser colgado de cables y soplado por un gran ventilador frente a una pantalla verde» pero filmar paracaidismo tiene serios inconvenientes. No es sólo difícil, peligroso y consume tiempo, sino que casi siempre resulta en problemáticos reemplazos de cabezas para primeros planos. El coordinador de escenas de acción Gary Powell y el diseñador de efectos visuales Kevin Tod Haug presentaron la idea de filmar la escena en un túnel de viento vertical en Bedford para poder hacer esta secuencia casi tan práctica como sea posible. Al mismo tiempo que presentó una gran solución para las actuaciones de los actores, la técnica presentó retos enormes en efectos visuales: reiluminar tomas capturadas en un alto tubo blanco para que coincidan con el cielo sobre el desierto boliviano y la imposibilidad de filmar tomas amplias de los actores. Una gran variedad de ocho cámaras Dalsa Origin (apoyadas por 7 cámaras de alta definición y una cámara de 35mm, todas funcionando en sincronía) fueron utilizadas para crear una cámara virtual con la cual poder filmar a los actores flotando en el simulador. Ged Wright y su equipo de Double Negative desarrollaron un método para utilizar los datos de estas cámaras que permiten esas actuaciones reales ser colocadas en un entorno sintético como visto por una cámara sintética. Durante la filmación en el túnel de viento Craig y Kurylenko usaron lentes de contacto resistentes al viento que permitieron que abran sus ojos cuando caían. Para seguridad y comodidad, sólo filmaron durante treinta segundos a la vez. Forster deseó tener más tiempo para trabajar en la escena de caída libre.
Moving Picture Company creó la secuencia culminante en el hotel. Los efectos del fuego fueron supervisados por Chris Corbould, y en posproducción MPC tuvo que mejorar la secuencia haciendo que el humo apareciera más cerca a los actores, para que se viera más peligroso. Una réplica a escala real del exterior del edificio fue utilizada para la parte en la que Bond y Camille escapan de la explosión. La persecución en barco fue otra escena que requirió muy poco CGI. Machine FX trabajó en la sustitución de un par de tomas de especialistas visibles con una versión digital de la cabeza de Craig, y recreando los barcos sobre los que Bond salta en su motocicleta para que parezca más peligroso. La creación de la multitud para la escena de Tosca fue hecha por Machine FX, haciendo que la presentación parezca estar llena. Forster editó la escena de la ópera para asemejarse a The Man Who Knew Too Much. En total, hay alrededor de 900 tomas de efectos visuales en Quantum of Solace.

### Banda sonora
David Arnold, quien compuso la banda sonora de las cuatro anteriores películas Bond, regresó para Quantum of Solace. Dijo que a Forster le gusta trabajar muy estrechamente con sus compositores y que, en comparación con el calendario acelerado al que estaba atado en Casino Royale, la intención era pasar mucho tiempo componiendo la banda sonora de la película para «realmente solucionarlo». También dijo que «tomaría un enfoque diferente» con la banda sonora. Arnold compuso la música basada en las impresiones de leer el guion, y esos fueron editados en la película por Forster. Como con Casino Royale, Arnold mantuvo el uso del «James Bond Theme» a un mínimo. Arnold colaboró con Kieran Hebden para «Crawl, End Crawl», un remix de la partitura que es interpretada durante los créditos finales.
Jack White de The White Stripes y Alicia Keys colaboraron en «Another Way to Die», el primer dueto musical para una película de Bond. Ellos querían trabajar juntos desde hacía dos años. La canción fue grabada en Nashville (Tennessee); White tocó la batería mientras que Keys tocó el piano. The Memphis Horns también contribuyeron a la pista. El tema Bond favorito de White es la pieza instrumental de John Barry para On Her Majesty's Secret Service, y vio varias secuencias de créditos de apertura de la serie como inspiración mientras mezclaba la pista. Mark Ronson y Amy Winehouse habían grabado un demo para la película, pero Ronson explicó que los muy publicitados problemas legales de Winehouse en las precedentes semanas la hicieron «no estar lista para grabar cualquier música» en aquel momento.

## Lanzamiento
La película se estrenó en el Odeon Leicester Square el 29 de octubre de 2008. Asistieron los príncipes Guillermo y Enrique, y las ganancias de la proyección fueron donadas a la caridad Help for Heroes y la Royal British Legion. La película fue originalmente programada para ser lanzada en el Reino Unido y América del Norte el 7 de noviembre; sin embargo, Eon adelantó la fecha británica al 31 de octubre durante el rodaje, mientras que la fecha estadounidense fue pasada de agosto al 14 de noviembre, después de que Harry Potter y el misterio del príncipe fue trasladada a 2009, permitiendo así a los distribuidores poner la película al mercado sobre el fin de semana festivo de Acción de Gracias. En Australia, la película fue adelantada una semana para el 19 de noviembre, después de que 20th Century Fox decidió lanzar Australia en la fecha original de Quantum of Solace del 26 de noviembre.

### Marketing
Socios de publicidad por emplazamiento que volvieron de Casino Royale incluyeron Ford, Heineken, Smirnoff, Omega, Virgin Atlantic Airways y Sony Ericsson. Se informó que £50 millones fueron ganados en publicidad por emplazamiento, que rompe el récord de £44 millones de Die Another Day. El Ford Ka 2009 es conducido por Camille en la película. Avon creó un perfume llamado Bond Girl 007 con Gemma Arterton como la «cara» del producto. Coca-Cola se convirtió en un socio promocional, renombrando Coca-Cola Zero como «Coca-Cola Zero Zero 7». Uno de sus anuncios apareció con una versión orquestal de «Another Way to Die». En la película, Coca-Cola es vista brevemente siendo servida en la fiesta de Dominic Greene. Sony organizó un concurso, «Mission for a Million», permitiendo a jugadores registrados usar sus productos para completar ciertas tareas. Cada «misión» completa ofrece a los consumidores la oportunidad de ganar $1 millón y un viaje a un lugar secreto.

#### Merchandising
Corgi International Limited hizo figuras de acción de 5 pulgadas y gadgets (como un maletín activado por voz), así como sus vehículos de juguete tradicionales. También crearon figuras de 7 pulgadas de personajes de las películas anteriores. Scalextric lanzó cuatro juegos de carreras para coincidir con la película. Activision lanzó su primer juego de James Bond, también titulado Quantum of Solace, que se basa en Casino Royale y Quantum of Solace. Es el primer videojuego de James Bond en utilizar la imagen de Craig y el primer videojuego para consolas de séptima generación de la serie. Swatch diseñó una serie de relojes de pulsera, cada una de ellos inspirados en un villano Bond.
Aunque el guion no fue adaptado a una novela a pesar de su argumento original, Penguin Books publicó una recopilación de cuentos de Fleming titulada Quantum of Solace: The Complete James Bond Short Stories, con una fecha de lanzamiento en el Reino Unido del 29 de mayo de 2008 y una versión norteamericana el 26 de agosto de 2008. El libro combina el contenido de dos colecciones de cuentos de Fleming, Sólo para tus ojos — incluyendo el cuento original «Quantum of Solace» — y Octopussy and The Living Daylights.

### DVD y Blu-ray
Quantum of Solace fue lanzado en DVD y Blu-ray por MGM a través de 20th Century Fox Home Entertainment en Australia, el Reino Unido y América del Norte del 18 al 24 de marzo de 2009. En la tabla de ventas de DVD la película abrió en el N.º 3, recaudando $21.894.957 de 1.21 millones de unidades de DVD vendidas. A partir del 1 de noviembre de 2009, se vendieron 2.643.250 unidades de DVD, generando $44.110.750 en ingresos por ventas. Estas cifras no incluyen las ventas de Blu-rays o alquileres de DVD. Los DVD fueron lanzados en un conjunto estándar de un solo disco y una edición especial de dos discos deluxe. No hay comentarios de audio o escenas eliminadas en estas ediciones.

## Recepción

### Recaudación
Tras su apertura en el Reino Unido, la película recaudó £4.9 millones ($8 millones), rompiendo el récord por el viernes de mayor apertura (31 de octubre de 2008) en el Reino Unido. La película rompió entonces el récord de apertura de fin de semana en el Reino Unido, tomando £15.5 millones ($25 millones) en su primer fin de semana, superando el anterior récord de £14.9 millones celebrado por Harry Potter y el cáliz de fuego. Ganó unos £14 millones adicionales en Francia y Suecia, donde fue estrenada en el mismo día. En el fin de semana recaudó el equivalente de $10.6 millones en Francia, que fue un récord para la serie, superando lo que Casino Royale realizó en cinco días por 16%. Los $2.7 millones brutos en Suecia fueron la cuarta apertura más alta para una película allí.
La semana siguiente, la película estaba en sesenta países. Recaudó el equivalente de $39.3 millones en el Reino Unido, $16.5 millones en Francia y $7.7 millones en Alemania el 7 de noviembre de 2008. La película rompió récords en Suiza, Finlandia, Emiratos Árabes Unidos, Nigeria, Rumania y Eslovenia. Sus aperturas chinas e indias fueron las segundas más grandes para películas de lengua extranjera.
La película recaudó $27 millones en su día de apertura en 3.451 cines en Canadá y Estados Unidos, donde fue la película número una este fin de semana con $67.5 millones y $19.568 promedio por cine. Fue la película Bond con la apertura de fin de semana más taquillera en los Estados Unidos, y empató con Los Increíbles por la mayor apertura de noviembre fuera de la serie Harry Potter. La película recibió una B- de las encuestas de audiencia de CinemaScore. Desde la apertura británica el 31 octubre hasta la apertura estadounidense el 14 de noviembre, la película había recaudado un total de $319.128.882 en todo el mundo. A partir del 10 de febrero de 2010, había recaudado el equivalente a $417,722,300 en países distintos a Canadá y los Estados Unidos, donde recaudó $168.368.427, para dar un total de $586.090.727.

### Crítica
Las reseñas de Quantum of Solace fueron mixtas. De los 244 comentarios que aparecen en Rotten Tomatoes, 64% son positivos, con una calificación promedio de 6.1/10. Metacritic calcula una puntuación de 58/100 de 38 comentarios, indicando una respuesta «mixta o media». Los críticos generalmente prefirieron Casino Royale, pero continuaron elogiando la representación de Craig de Bond y coincidieron en que la película todavía es una adición agradable a la serie. Las secuencias de acción y su ritmo fueron elogiadas, pero la crítica creció sobre el realismo y el sentir serio pero duro que la película prorrogaba.
Roger Moore, el tercer actor en interpretar a Bond en las películas, dijo que Craig era un «muy buen Bond pero en la película como un todo, hubo demasiados cortes [y] era como un comercial de la acción. No parece haber ninguna geografía y uno se preguntaba qué demonios estaba pasando». Kim Newman de Empire le dio 4/5, destacando que «no era mejor y más grande que Casino Royale, [que es] tal vez un movimiento inteligente en que allí sigue un sentido al final de que la misión de Bond apenas ha comenzado». Sin embargo, expresó su nostalgia por las películas Bond más humorísticas. El informe de The Sunday Times señaló que «seguir a Casino Royale nunca iba a ser fácil, pero el director Marc Forster ha hecho que un relanzamiento exitoso de la marca se caiga a la tierra – con un bostezo»; el guion «a veces es incomprensible» y el casting «es un desastre». El informe concluye que «Bond ha sido despojado de su estatus icónico. Ya no representa nada particularmente británico, o incluso moderno. En lugar de glamour, obtenemos un duro espurio; en lugar de estilo, obtenemos publicidad por emplazamiento; en lugar de fantasía, obtenemos un realismo redundante y tonto». The Guardian dio una revisión más positiva, dándole una calificación de 3/5 estrellas y fue particularmente aficionada de la actuación de Craig, diciendo que él «hizo la parte su propia, cada centímetro del agente-asesino fríamente despiadado, con un corazón roto y fríamente reprimida rabia» y llamando a la película «un Bond de choque, alta en acción, baja en bromas, abundante en glamour de ubicación, escasa en publicidad por emplazamiento»; concluyendo que «Quantum of Solace no es tan buena como Casino Royale: la astuta elegancia del debut del Bond de Craig ha sido atenuada a favor de acción convencional. Pero el hombre potencia esta película; lleva la película: es una tarea indefiniblemente difícil para un actor. Craig mide para arriba».
Screen Daily dice: «Los avisos se centrarán — con razón — en el magnetismo de Craig como el sexy agente asesino de acero del MI6, pero otros dos factores pesan y refrescan los procedimientos: el nuevo equipo técnico de Forster, dirigido por el cineasta Roberto Schaefer y el diseñador de producción Dennis Gassner. Y el cambio constante de M, interpretada por Judi Dench, al frente y centro: las chicas Bond se desvanecen en la insignificancia conforme ella se convierte en su contrapunto moral y la suya es la única relación en la pantalla». La reseña continúa, «Bond es, como se ha señalado anteriormente, prácticamente el Martin Scorsese de los BAFTA: 22 películas después, con recaudaciones probablemente cercanas al PIB de una de las pequeñas naciones que representa, aún esperando ese premio Alexander Korda. Lo mejor que Casino Royale pudo alcanzar fue un premio por el sonido. ¿Será este el año en que cambia su fortuna?» Roger Ebert del Chicago Sun-Times, que elogió la película anterior, no gustó de Quantum of Solace. Él escribió que la trama era mediocre, los personajes débiles y Bond carecía de su personalidad habitual, a pesar de elogiar la interpretación en el papel de Craig. A lo largo de su crítica, enfatizó que «James Bond no es un héroe de acción». Kate Muir escribió en The Times que «la franquicia Bond cumple 50 años este año y el desorden carente de guion que fue Quantum of Solace puede considerarse su crisis de la mediana edad», antes de pasar a elogiar a la sucesora de la película, Skyfall como una «resurrección». Algunos escritories criticaron la elección de Quantum of Solace como un título. «Sí, es un mal título» escribió Marni Weisz, editora de Famous, una publicación canadiense de películas distribuida en cines en ese país, «al menos no es Octopussy».
No todas las reseñas fueron tan críticas. Tim Robey de The Daily Telegraph, en una revisión reflexiva de la película en 2013, fue positivo. Elogió el tiempo de duración más corto de la película, alegando que muchas otras películas Bond se quedan sin vapor antes del final. Describiendo la película como una «idea dramática sólida como una roca y con la inteligencia para correr con ella», le dio cuatro estrellas de cinco a la película.

### Premios
La película fue nominada a «Mejor banda sonora» y «Mejor canción original, efectos visuales y edición de sonido» en los premios Satellite 2008, ganando por «Mejor canción». Fue nominada a «Mejor película de acción» en el premios de la Crítica Cinematográfica 2009, y en los premios Empire, que son votados por el público, fue nominada para «Mejor actor», «Mejor actriz», «Mejor intérprete joven», «Mejor Thriller» y «Mejor banda sonora». Fue nominada para el premio Saturn a la «Mejor película de acción/aventura/Thriller», mientras Kurylenko y Dench fueron nominadas para el premio de «Mejor actriz de reparto». Un editorial de The Times también figuró la secuencia precréditos de la película como la décima mejor persecución de coches en la historia del cine.